# سفره

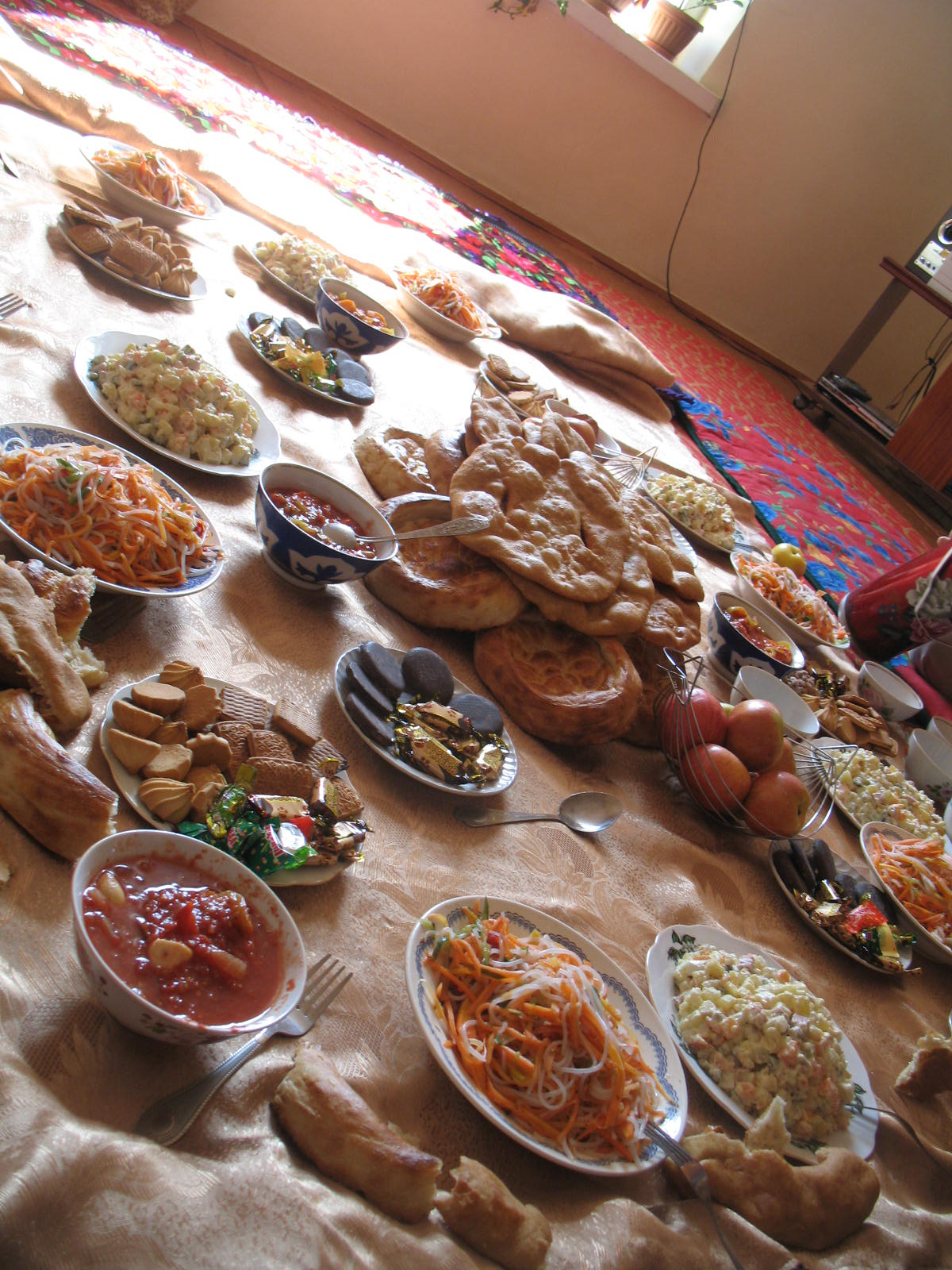
یک سفره قرقیزی. آماده شده برای نوروز.

سفره، زیراندازی از جنس پارچه یا پلیمر است که آن را در هنگام صرف غذا بر روی زمین، فرش یا میز پهن می‌کنند تا لوازم غذاخوری مانند قاشق، چنگال، کارد و بشقاب بر روی سطحی بهداشتی قرار گیرد و اگر چیزی از غذا ریخت، فرش یا میز را کثیف نکند. جنس سفره را چنان انتخاب می‌کنند که پس از صرف غذا بتوان آن را تمیز کرد و برای وعدهٔ بعدی دوباره استفاده کرد. به علاوه، سفره، جنبهٔ زیباسازی نیز دارد. نوعی از سفره که برای میز استفاده می‌شود رومیزی نام دارد.
سفره همچنین در ایران با محلی که در آن به صورت سنتی و روی زمین‌ غذا خورده می‌شود گفته می‌شود که معادل آن در افغانستان و آسیای میانه دسترخوان است.

## طرز نشستن
طرز نشستن در جوامعی که از سفره به هنگام صرف غذا استفاده می‌کنند تفاوت‌هایی دارد، برای مثال ترک‌ها چهار زانو روی زمین می‌نشینند. به این طرز نشستن می‌توان بدون زحمت زیاد عادت کرد. ایرانی‌ها روی زمین، اما دو زانو روی پاشنه پا می‌نشینند.

## آداب سفره

### از نظر اسلام
در احادیث و روایات اسلامی آدابی برای غذا خوردن ذکر شده است مثل گروهی غذا خوردن، از نزد خود غذا برداشتن، ساده نشستن (با خشوع و تواضع نشستن)، به آرامی غذا خوردن، اجابت دعوت، غذا نخوردن بدون دعوت، بهره گیری از سبزی‌ها، شستن دست‌ها پیش از خوردن و آشامیدن، سپاسگزاری، با یاد خدا آغاز کردن، پرهیز از اسراف، پرهیز از پرخوری، خوردن و آشامیدن با دست راست، پرهیز از خوردن و آشامیدن غذا و نوشیدنی داغ، مقدم دانستن دیگران بر خود در نوشیدن آب و...
در احادیث پیامبر اسلام اینطور آورده شده: «محبوب ترین غذا نزد خدا آن است که دست ها بر آن بسیار باشد. جمعی غذا بخورید و پراکنده نباشید، چرا که برکت در اجتماع است»؛ و نیز «بدترین مردان شما کسانی اند که تنها غذا میخورند.»؛ «هرگاه غذا خوردن با چهار ویژگی همراه باشد کامل خواهد بود: از حلال باشد، دست بر آن بسیار باشد و با بسم الله آغاز شود و با الحمدلله پایان پذیرد.»
در حدیثی دیگر آورده شده: « هر گاه سفره گسترده شد از نزد خود غذا بخور و از پیش روی همنشین خود غذا برندار و از قله (نقطه برجسته آن) غذا نخور، زیرا برکت از بالای آن می آید.» ؛ «نشستن بر سر سفره را طولانی کنید، چرا که از عمرتان به شمار نمی آید.» ؛ «هرگاه بر برادر مسلمانی وارد شدید و شما را به غذا یا نوشیدنی فراخواند بخورید و بنوشید و از آن نپرسید.» 

### در دوره‌های مختلف تاریخی
غالبا عباسیان پیش از دست بردن به طعام دست ها را در لگنی می شستند. بر حسب حدیث پیامبر اسلام طشت را از جانب راست هر مهمان عرضه میکردند و پیشخدمت از آفتابه بر انگشتان دست راست آب میریخت. زیرا دست چپ تنها برای نگاه داشتن نان بکار میرفت. دست شستن پیش از غذا امری بود واجب و میان دست شستن و غذا خوردن فاصله ای نمی دادند. 
در ترتیب عرضه ی خوراکی ها بر سر خوان [یا سفره] به دو شیوه عمل میشد. ترتیب کهن اسلامی آن بود که خوراکی ها را بر سر سفره می نهادند و هرکس هرچه میخواست میخورد. این ترتیب کهن گویا در میان انبوه مردم رواج داشت. در محافل بالاتر در دوران مورد بررسی ما [دوره عباسی] خوراکیها را یکباره عرضه نمیکردند و صورت غذاها را به مهمانان میدادند و هرکس هر آنچه میخواست طلب میکرد. 

## نماد
در برخی مواقع کلمهٔ سفره در معنای نمادین آن به‌کار می‌رود. در حقیقت با سیری در تاریخ ایران باستان می‌توان دریافت که سفره عامل گریستن و طلب کردن باران برای زمین خشک و برهوت و نماد مزرعه و باغ است که هنگام دروی محصول و چیدن میوه توسط زنان به دست آمده‌است. اگر زنان را عامل پیدایش سفره‌های ایرانی بدانیم، باید سفره را نماد دانست، از آنجا که زنان ایرانی از ابتدای تمدن بشری کشت گندم را عهده‌دار شدند باید سفره‌های ایرانی را نمادی از مزارع بدانیم.